# Угровске Подградье
Угровске Подградье (словац. Uhrovské Podhradie, венг. Zayváralja, Podhrágy) — село в Тренчинском крае на западе Словакии в районе Бановце-над-Бебравоу.
Расположено в южной части горного массива Стражовске-Врхи. Центр поселка находится на высоте 340 м над уровнем моря и в 13 километрах от административного центра города Бановце-над-Бебравоу.
Площадь — 12,52 км². Население — 39 жителей (на 31 декабря 2020 года). Плотность — 3 чел./1 км.

## История

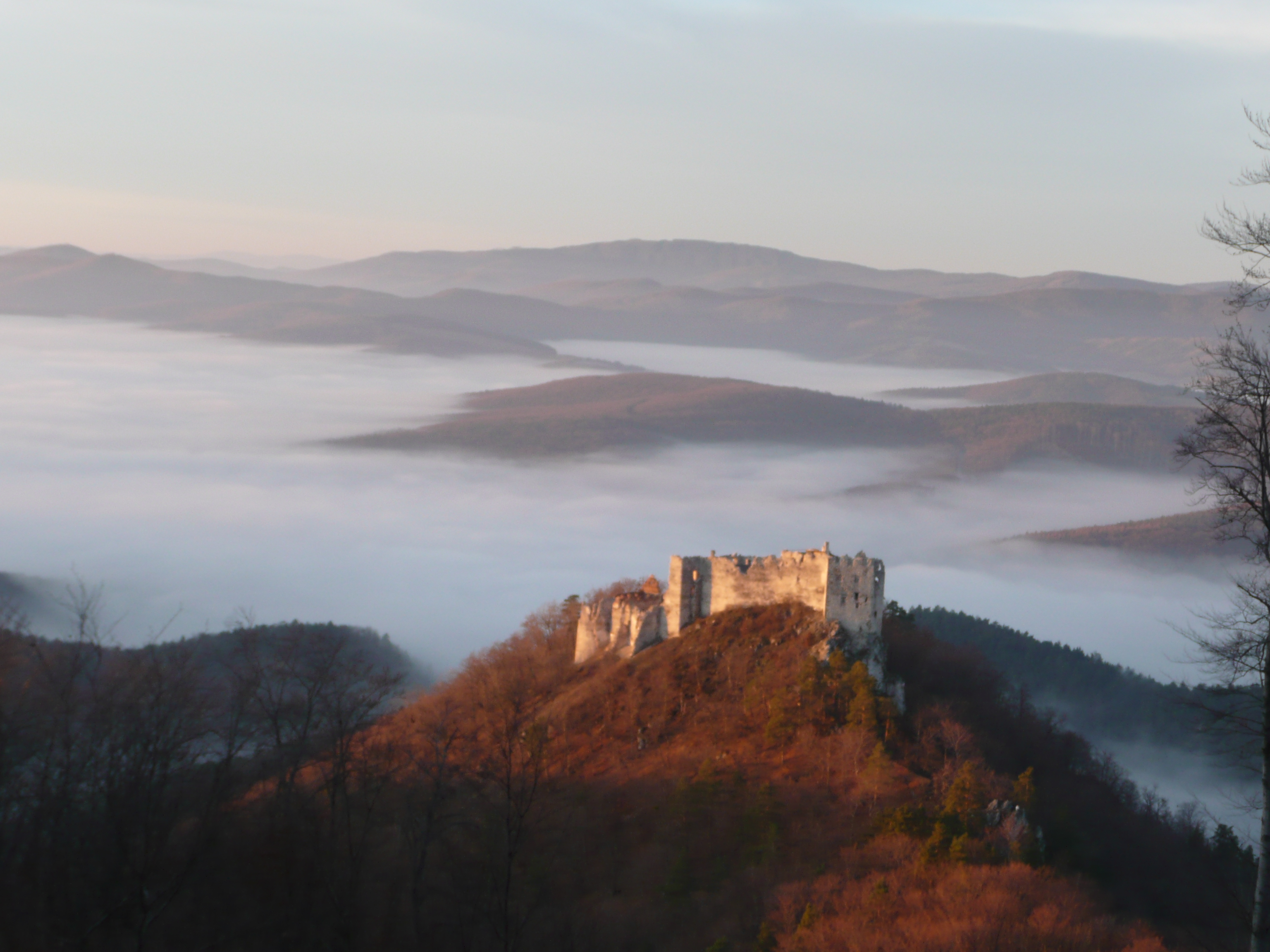
Руины замка Угровец

История этого места тесно связана с историей замка Угровец. Замок упоминается в письменной форме в 1295 году, но местность у замка встречается в письменных источниках только в 1481 году, как Подградье.
До 1918 года принадлежало Венгерскому королевству, затем перешло к Чехословакии, ныне — Словакии.

## Население
| Год:                | 1994 | 2004     | 2014     | 2024   |
| ------------------- | ---- | -------- | -------- | ------ |
| Количество человек: | 66   | 46       | 40       | 43     |
| Разница:            |      | −30,30 % | −13,04 % | +7,5 % |